# Aqua Timez アスナロウ TOUR 2017 FINAL "narrow narrow" (Aqua Timezのアルバム)
『Aqua Timez アスナロウ TOUR 2017 FINAL "narrow narrow"』（アクアタイムズ・アスナロウ・ツアー・ニセンジュウナナ・ファイナル・ナロー・ナロー）は、Aqua Timezの1枚目のライブ・アルバム。2018年1月31日にEpic Records Japanから発売。

## 概要
Aqua Timez初のライブ・アルバム。
2017年2月～8月にかけ開催された「アスナロウ TOUR 2017」より、8月5日に神奈川県・パシフィコ横浜にて行われたツアーファイナル全21曲をノーカット収録。特典としてオールカラーフォトブックレットが封入。
ライブDVD&Blu-ray Disc『Aqua Timez アスナロウ TOUR 2017 FINAL "narrow narrow"』が同日発売。

## 収録曲

### DISC1
1. Overture [2:44]
2. アスナロウ [3:54]
3. 最後までII [4:45]
4. Fly Fish [3:24]
5. 等身大のラブソング [5:32]
6. つぼみ [5:04]
7. メメント・モリ [6:27]
8. 生きて [5:39]
9. サンデーパーク [3:59]
10. 空想楽 [5:11]
11. 世界で一番小さな海よ [6:01]
12. Pascal [5:20]
13. 冬空 [3:59]
14. 12月のひまわり [4:58]

### DISC2
1. 千の夜をこえて -アスナロウ TOUR ver.- [4:00]
2. ソリに乗って [4:35]
3. 虹 [5:33]
4. ナポリ [5:22]
5. 三日月シャーベット [3:55]
6. 魔法を使い果たして [6:08]
7. 決意の朝に [5:22]
8. 別れの詩 -still connected-[5:21]